# ولادیمیر شستاکوف
ولادیمیر شستاکوف (روسی: Владимир Зарипзянович Шестаков؛ زادهٔ ۳۰ ژانویهٔ ۱۹۶۱) جودوکار اهل روسیه بود.